# کبوتر صخره‌ای پربلوطی
کبوتر صخره‌ای پَربلوطی (نام علمی: Petrophassa rufipennis)، یک کبوتر قهوه‌ای تیره دودی است که در بال آن یک لکه شاه‌بلوطی روشن آشکار در بال آن دیده می‌شود. دارای خطوط رنگ‌پریده متمایز در سرتاسر چهره خود است که در بالا و زیرچشم خود خمیده شده‌است. گونه‌ای از پرندگان خانوادهٔ کبوتران، از نظر رفتار و زیستگاه بسیار شبیه به کبوتر صخره‌ای پرسفید است اما تنها در دیواره‌های سنگی در غرب سرزمین آرنهم در قلمرو شمالی استرالیا یافت می‌شود.